# Daphne Patai
Daphne Patai (* 1943) ist eine US-amerikanische Literaturwissenschaftlerin.

## Leben
Patai ist die Tochter des Orientalisten und Anthropologen Raphael Patai. Sie studierte Komparatistik an der Indiana University (Bachelor) und Portugiesisch an der University of Wisconsin (Ph.D.). Sie war Fellow von u. a. National Endowment for the Humanities und Guggenheim Memorial Foundation. Sie ist Professorin am Department of Languages, Literatures and Cultures der University of Massachusetts Amherst und Autorin mehrerer Bücher. Sie gilt als Feminismus-Kritikerin.

## Schriften (Auswahl)
- Myth and ideology in contemporary Brazilian fiction. Fairleigh Dickinson University Press, Rutherford 1983.
- Looking backward, 1988-1888: essays on Edward Bellamy.  University of Massachusetts Press, Amherst 1988.
- Brazilian women speak: contemporary life stories. Rutgers University Press, New Brunswick 1988.
- mit Noretta Koertge: Professing feminism: cautionary tales from the strange world of women’s studies. Basic Books, New York 1994.
- Heterophobia: sexual harassment and the future of feminism.  Rowman & Littlefield Publishers, Lanham 1998.
- mit Wilfrido H. Corral: Theory’s empire: an anthology of dissent. Columbia University Press, New York 2005.
- What price utopia?: essays on ideological policing, feminism, and academic affairs. Rowman & Littlefield, Lanham 2008.